# جاكلين همفريز
جاكلين همفريز (بالإنجليزية: Jacqueline Humphries)‏ هي رسامة أمريكية، ولدت في 1960 في نيو أورلينز في الولايات المتحدة.